# 8577 Choseikomori
A 8577 Choseikomori (ideiglenes jelöléssel 1996 VX8) a Naprendszer kisbolygóövében található aszteroida. Endate Kin és Vatanabe Kazuró fedezte fel 1996. november 7-én.